# Els Calders
La Urbanització Els Calders és una urbanització que pertany al municipi de Vallmoll, Alt Camp. Es troba a 3 quilòmetres del centre, unit pel Camí del Roser de Vallmoll a Els Calders. Té diferents vies d'entrada per la carretera TV-2035 i la TV-2034. Està situat a una altitud de 205 metres.
L'any 2023 tenia 158 habitants.